# Wohnanlage Robert-Werner-Platz
Die Wohnanlage Robert-Werner-Platz der Baugenossenschaft zu Radebeul liegt in der Gemarkung Radebeul der sächsischen Stadt Radebeul. Die aus den 1920er Jahren stammenden Wohnhäuser stehen unter Denkmalschutz.

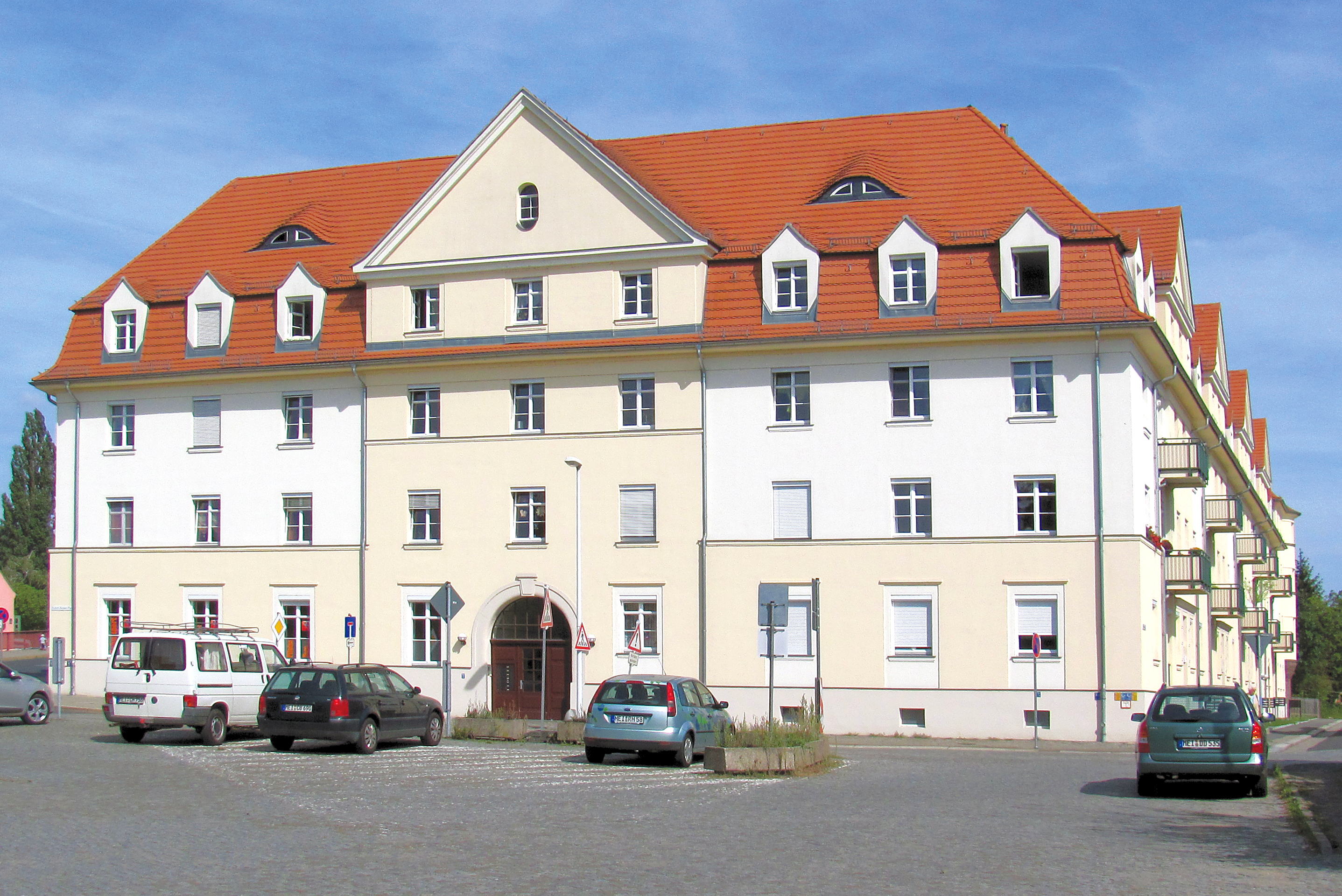
Wohnanlage Robert-Werner-Platz: Mittelbau Robert-Werner-Platz 10 noch mit Platz-Asphaltierung, rechts die 5 Eingänge an der Mittelstraße (2012)

## Beschreibung
Das Hauptgebäude der Wohnanlage ist das als Kopfbau errichtete, dreigeschossige Mehrfamilienhaus am Robert-Werner-Platz 10, das obenauf ein ausgebautes Mansarddach besitzt. Zur Linken schließt sich als Flügelbau der Baukörper des Wohnhauses Hauptstraße 1 an. Auf der Rechten stehen als langgestreckter Anlagenflügel die ebenfalls in Geschlossener Bauweise errichteten Wohnhäuser Mittelstraße 2/4/6/8. Als Ergänzung des Gebäudeensembles steht auf der nordöstlichen Blockecke der später errichtete Bau Mittelstraße 10.
Die Hauptansicht nach Süden, zu Platz hin, bildet der symmetrisch gestaltete, neunachsige Kopfbau. Der dreiachsige Mittelrisalit ist viergeschossig mit einem hohen Dreiecksgiebel. Auf beiden Seiten der Giebelfassade stehen über den Fensterachsen der Rücklage insgesamt sechs Giebelgauben. Im oberen Teil des Mansarddachs befinden sich noch zwei Fledermausgauben, eine auf jeder Seite des Dreiecksgiebels. Mittig im Erdgeschoss findet sich ein hohes Rundbogenportal, das als Durchfahrt zum Innenhof sowie als Hauseingang ausgebildet ist. Der Schlussstein bezeichnet mit den Initialen BR die Bauherrin Baugenossenschaft zu Radebeul und gibt als Datierung 1919 für den Hauptbau an.
Der linke Flügelbau zur Hauptstraße ist fünf Fensterachsen breit, mittig steht ein einachsiger Risalit mit dem Hauseingang. Vor dem ebenfalls direkt am Fußweg errichteten Bau beginnt die Brückenrampe der nach Norden führenden Brücke über die Bahnstrecke Leipzig–Dresden, direkt westlich des Bahnhofs Radebeul Ost.
Die langgestreckte Wohnbebauung an der Mittelstraße besteht aus vier gleich ausgebildeten, jeweils in sich symmetrisch gestalteten Bauten mit jeweils einer risalitartigen, mittigen Vorlage, die im Dach jeweils durch ein Zwerchhaus betont wird. Jeweils auf beiden Seiten der Zwerchhäuser finden sich kleinere Giebelgauben. In den mittigen Vorlagen finden sich die Hauseingänge, die meist durch gerade Verdachungen geschützt werden. Im Falle der Nr. 8 jedoch befindet sich dort eine rundbogige Durchfahrt, deren Schlussstein die Datierung 1921 trägt.
Alle von Otto Faber entworfenen Bauten haben farbig differenziert angelegte, geputzte Fassaden mit Betongliederungen.
Der abweichend gestaltete Eckbau Mittelstraße 10 ist viergeschossig mit Walmdach sowie einem runden Eckerker mit einem Kegeldach. Das Erdgeschoss des ansonsten ebenfalls verputzten Baus besteht aus Klinkersteinen. Die Fenstereinfassungen zum Bahndamm hin erfolgen durch Putzbänder in Sohlbank- und Fensterkopfhöhe.

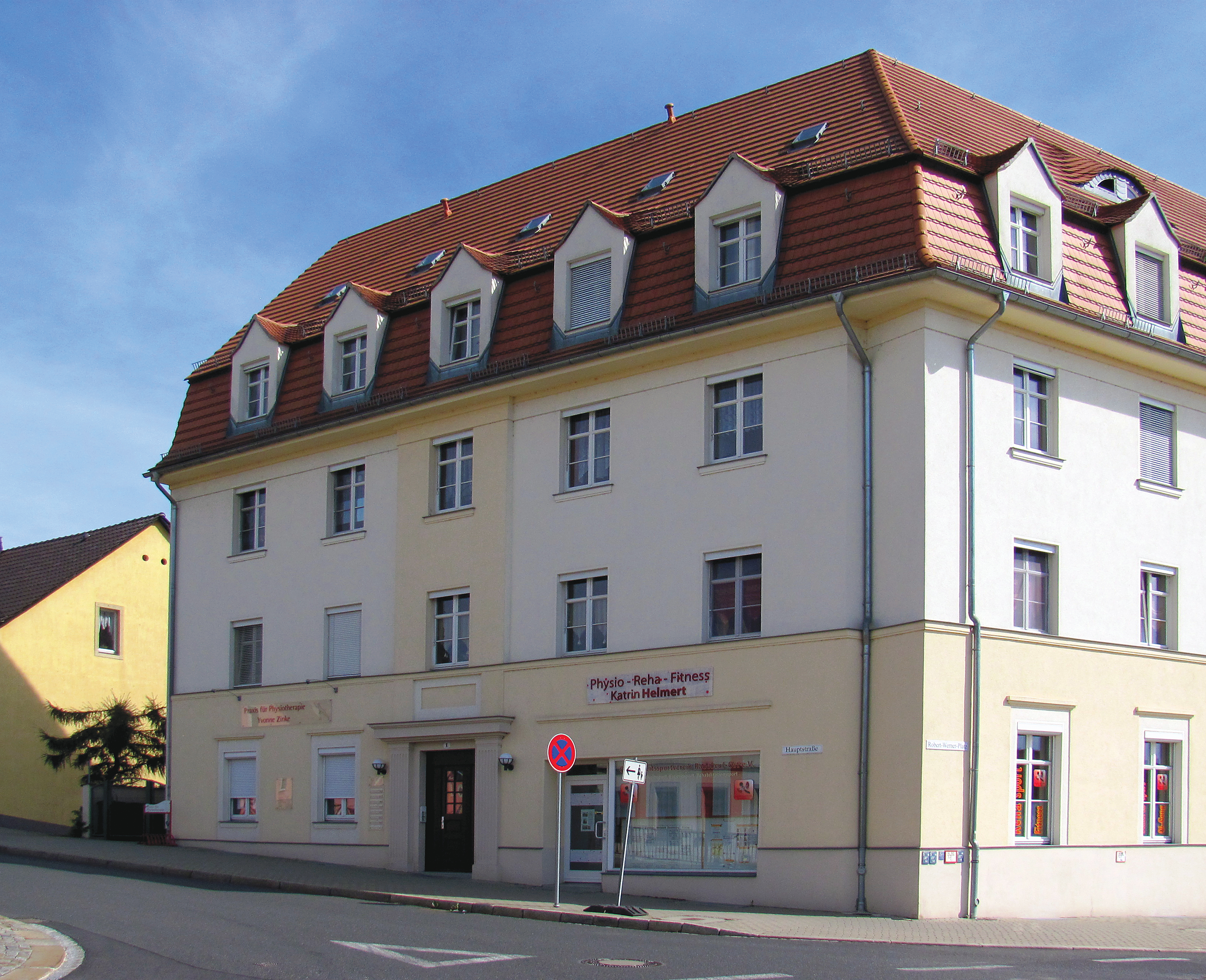
Linker Bau Hauptstraße 1 an der Brückenrampe
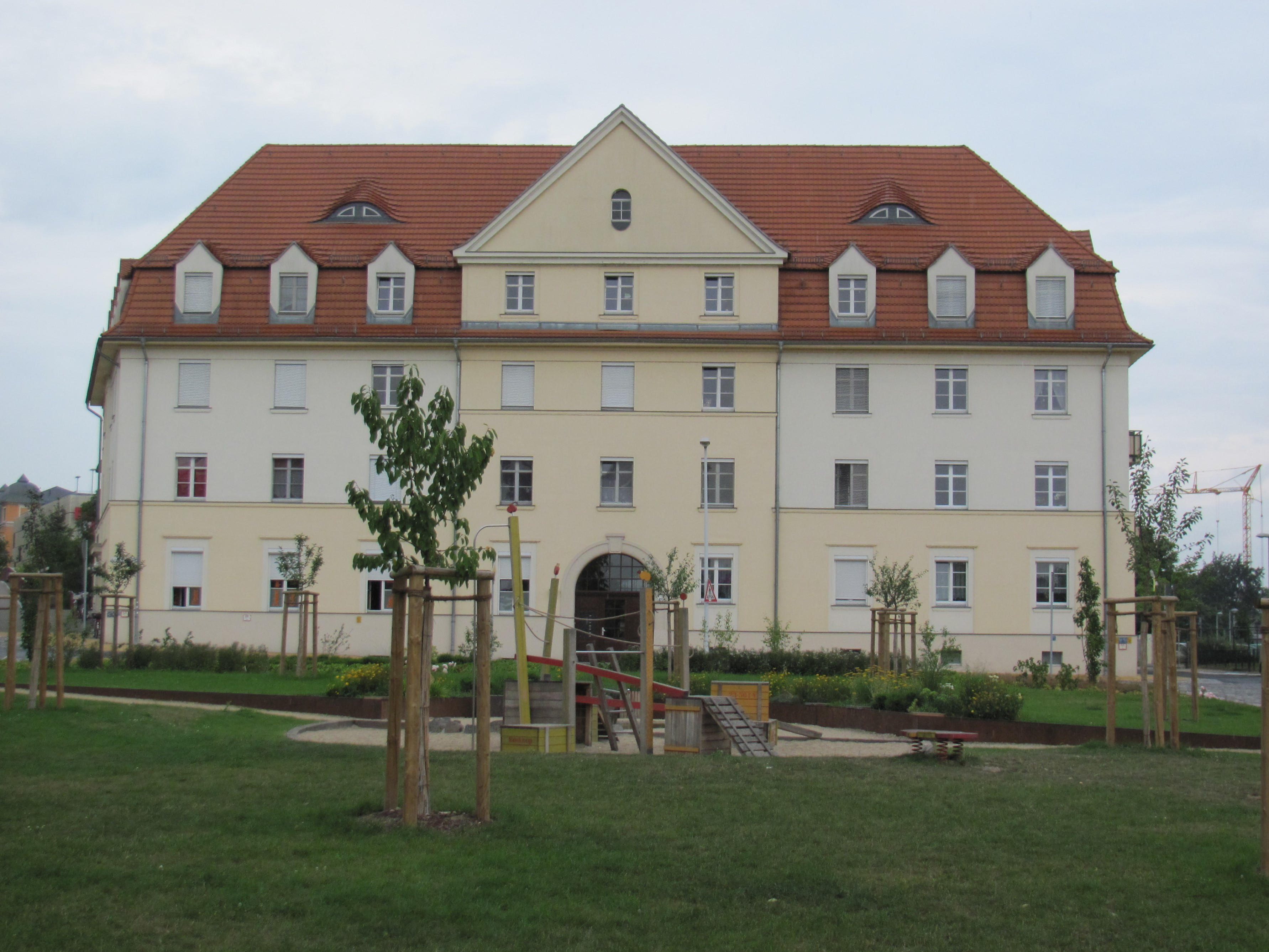
Mittelbau Robert-Werner-Platz 10, davor die neu angelegte Platzgestaltung
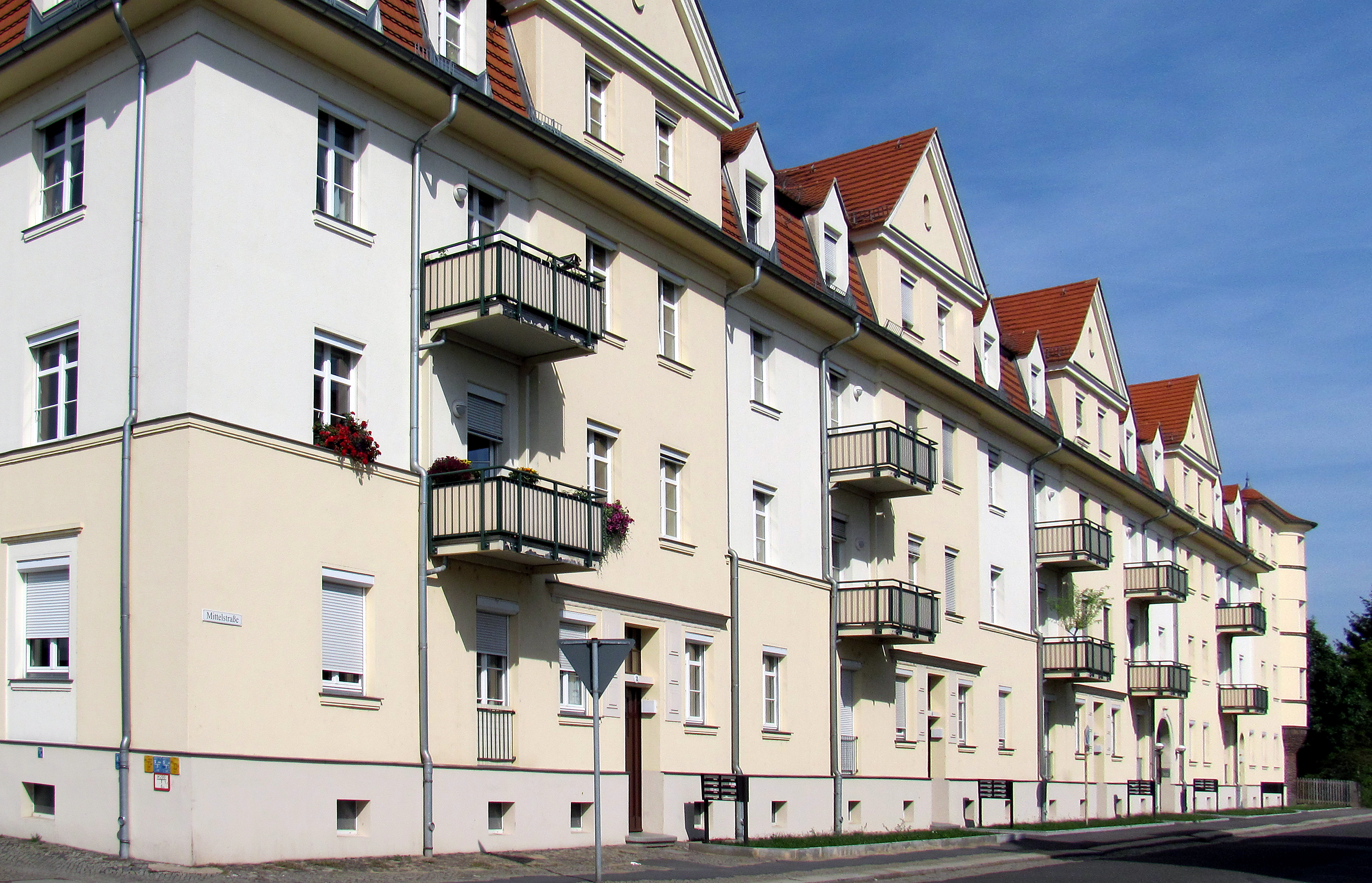
Rechte Bauten Mittelstraße 2–8
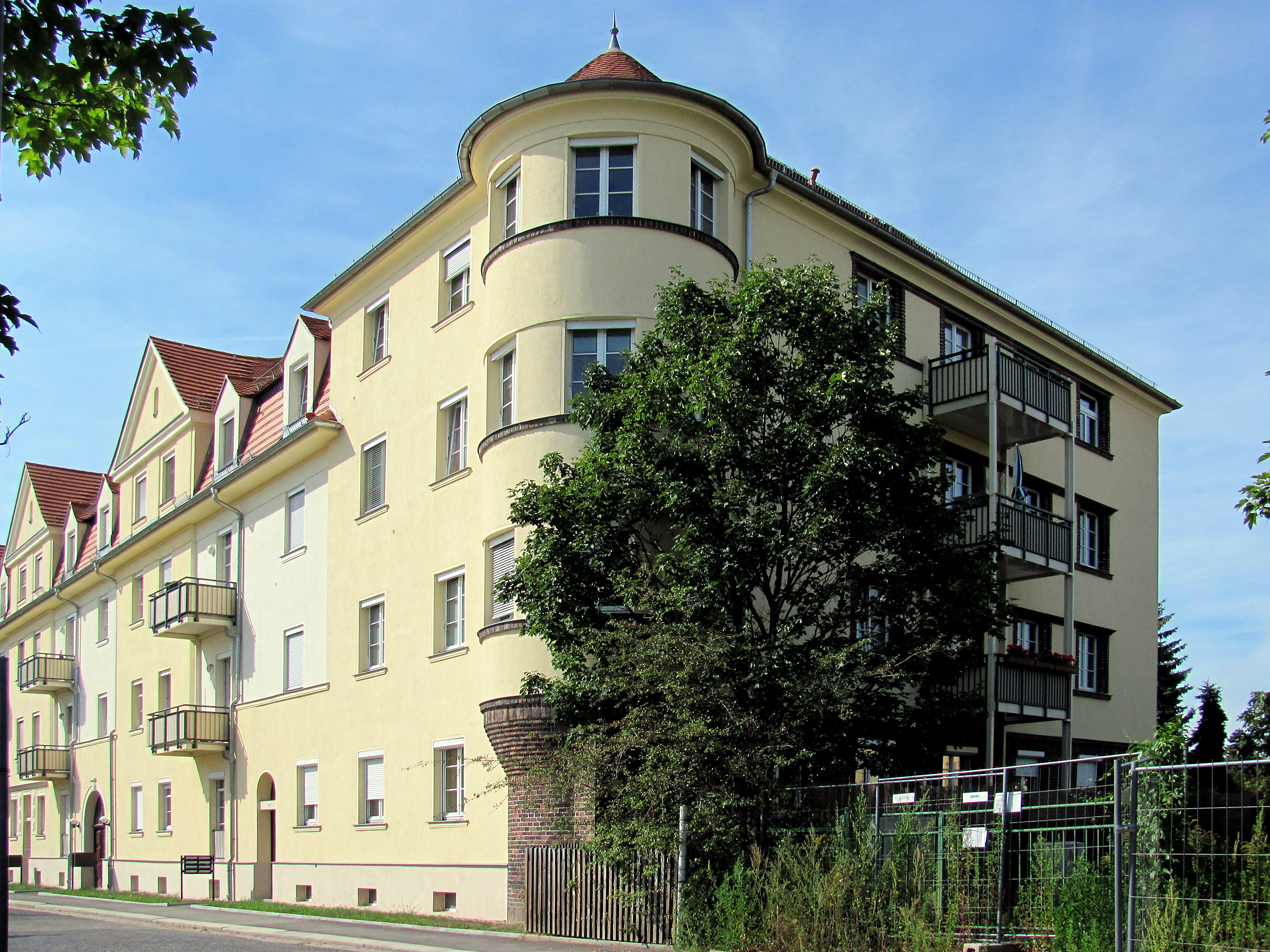
Rechts abschließender Eckbau Mittelstraße 10

## Geschichte
Die Baugenossenschaft zu Radebeul erhielt im April 1919 die Baugenehmigung zur Errichtung ihrer Wohnanlage an dem jedoch erst 1932 nach dem gerade verstorbenen Radebeuler Bürgermeister benannten Robert-Werner-Platz (bis dahin Abschnitt der Gartenstraße). Die von dem Ortsbauinspektor Otto Faber verfassten Pläne enthielten alle Gebäude bis auf den Hausblock Mittelstraße 10. Die Errichtung der Gebäude erfolgte durch die Bauunternehmung Hörnig & Barth. Die Ingebrauchnahmegenehmigung erging im April 1921.
Die Erweiterung um die Mittelstraße 10 wurde 1927 durch den Architekten Max Czopka ebenfalls für die Baugenossenschaft zu Radebeul entworfen und durch die Bauunternehmung Hörnig & Barth ausgeführt. Die Fertigstellung erfolgte im Februar 1928.
Die Wohnanlage gehört zur Gemeinnützigen Wohnungsbaugenossenschaft Radebeul e. G. Sie wurde zwischen 2001 und 2008 modernisiert.